# Chalk's Ocean Airways

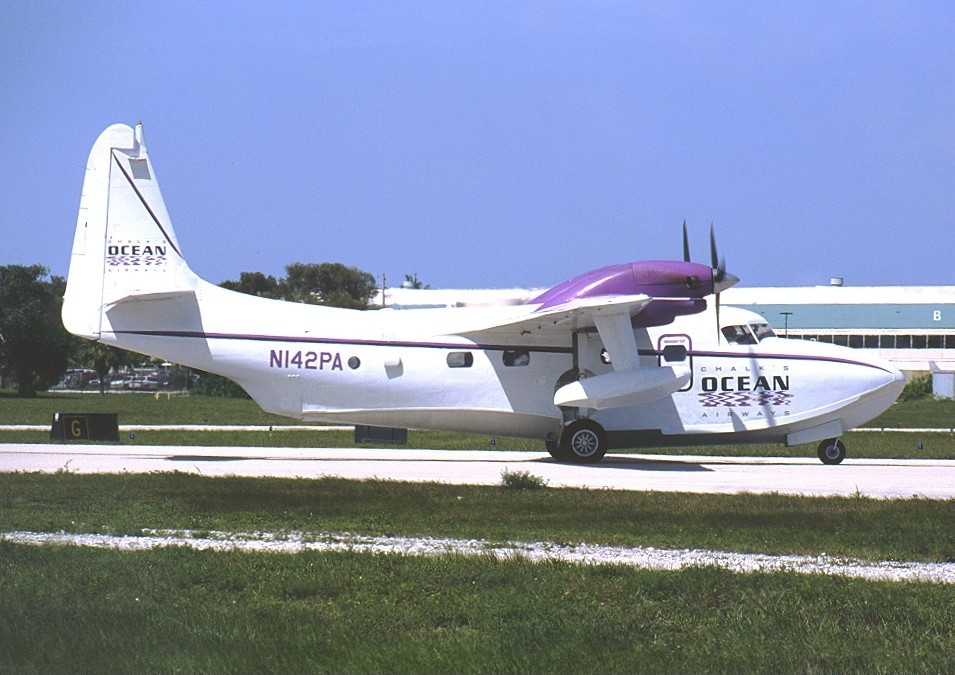

Chalks Ocean Airways var ett flygbolag från USA som flög från 1917 till 2007.
Bolaget startades av  Arthur "Pappy" Chalk som också var pilot. Bolaget använde sjöflygplan och flög främst mellan Miami och Bahamas, med flygbas från tidigt 2000-tal Fort Lauderdale–Hollywood International Airport. Efter en flygolycka 2005 inställdes flygningar och när flygtillståndet till Bahamas gick ut förnyades det inte.